# Брунеј на Летњим олимпијским играма 2000.
Брунеј се такмичио на Летњим олимпијским играма 2000. одржаним у Сиднеју (Аустралија), од 15. септембра до 1. октобра. Ово је било његово треће учешће на олимпијским играма.
Брунеј је учествовао само два такмичара, који су се се такмичили у два појединачна спорта. 
На свечаној церемонији отварања националну заставу је носио атлетичар Haseri Asli.
И после ових игара Брунеј је остао у групи земаља које нису освајале ниједну олимпијску медаљу.

## Учесници по спортовима
| Спорт      | Мушкарци | Жене | Укупно |
| ---------- | -------- | ---- | ------ |
| Атлетика   | 1        | 0    | 1      |
| Стрељаштво | 1        | 0    | 1      |
| Укупно(2)  | 2        | 0    | 2      |

## Резултати по спортовима

### Атлетика
Мушкарци
| Атлетичар Лични рекорд | Дисциплина | Квалификације | Квалификације | Четвртфинале     | Четвртфинале     | Полуфинале       | Полуфинале       | Финале           | Финале     | Детаљи |
| Атлетичар Лични рекорд | Дисциплина | Резултат      | Пласман       | Резултат         | Пласман          | Резултат         | Пласман          | Резултат         | Пласман    | Детаљи |
| ---------------------- | ---------- | ------------- | ------------- | ---------------- | ---------------- | ---------------- | ---------------- | ---------------- | ---------- | ------ |
| Haseri Asli            | 100 м      | 11,11 ЛР      | 8 у гр. 2     | Није се пласирао | Није се пласирао | Није се пласирао | Није се пласирао | Није се пласирао | 88/95 (94) |        |

### Стрељаштво
Такмичар у стрељаштву био је као и пре четири године принц Брунеја Џефри Болкијах Абдул Хаким
Мушкарци
| Стрелац                    | Дисциплина | Квалификација | Квалификација | Финале           | Финале           | Плаасман | Детаљи |
| Стрелац                    | Дисциплина | Резултат      | Пласман       | Резултат         |                  | Плаасман | Детаљи |
| -------------------------- | ---------- | ------------- | ------------- | ---------------- | ---------------- | -------- | ------ |
| Џефри Болкијах Абдул Хаким | Скит       | 114           | 45            | Није се пласирао | Није се пласирао | 45 /49   |        |